# Демон (фильм, 2010)
«Демон» (там. ராவணன், Raavanan) — индийский фильм 2010 года на тамильском языке режиссёра Мани Ратнама с Викрамом, Айшварией Рай и Притхвираджем в главных ролях.
Фильм «Демон» (Raavanan) снимался одновременно в двух версиях — на хинди (с другим названием — «Злодей» / Raavan) и на тамильском. В обоих фильмах главную женскую роль исполнила Айшвария Рай, но в тамильской версии Викрам играл Виру (Демона), а её мужа (Дэва) — Притхвирадж, в то время как в болливудской версии на хинди Викрам играл Дэва, а Виру играл Абхишек Баччан.
На телугу была дублирована тамильская версия фильма.
Премьера фильмов на хинди, тамильском и телугу состоялась в один день — 18 июня 2010 года.
В основу фильма положен эпос Рамаяна.

## Сюжет
Вирайя (Вира), главарь банды, похищает Рагини, жену инспектора полиции Дэва. У Виры давние счеты с Дэвом, и он решает отомстить ему, убив Рагини.
Рагини испытывает отвращение к Вире, считая низким мстить мужчине с помощью беззащитной женщины. Она говорит Вире, что он не сможет её убить, в ответ на что он смеется, но в это же мгновение слышит, что он не может её убить, поскольку она сама лишит себя жизни, после чего бросается со скалы вниз.
Вира потрясен поступком Рагини, он не ожидал такой силы духа от хрупкой девушки. Он ищет её труп, однако видит, что она ещё жива. Вира не решается убить Рагини, и потому уводит её с собой в лагерь бандитов.
В это время Дэв бросает все силы на поиск жены и поимку Виры.
Далее фильм раскрывает истинные причины поступка Виры, которые заставляют задуматься, такой ли он на самом деле «демон».

## В ролях
- Викрам — Вирайя (Вира)
- Айшвария Рай — Рагини
- Притхвирадж Сукумаран — Дэв Пракаш, муж Рагини
- Картик[англ.] — Гнанапракасам
- Прабху[англ.] — Сингарасан
- Приямани — Веннила, сестра Виры
- Мунна[англ.] — Саккарай
- Джон Виджай[англ.] — Хемант Кумар
- Ранджита[англ.] — Аннам
- Виджаяпури[англ.] — Раасати

## Съёмочная группа
- Режиссёр: Мани Ратнам
- Продюсеры: Мани Ратнам, Шарада Трилок
- Сценаристы: Сухасини, Мани Ратнам
- Операторы: Сантош Сиван, Маникандан
- Композитор: А. Р. Рахман
- Художники: Самир Чанда, Сабьясачи Мухержи
- Монтажёр: А. Шрикар Прасад

## Производство
Во время съёмок фильма «Гуру: Путь к успеху», Мани Ратнам закончил написание сценария к следующему фильму под названием Lajjo, по мотивам рассказа Исмата Чугхтая. Это должна была быть музыкальный исторический фильм, действие которого происходит в пустыне, с участием Аамира Хана и Карины Капур. Однако после выхода «Гуру» проект был заброшен из-за творческих разногласий между режиссёром и ведущим актёром.
После коммерческого успеха фильма «Гуру», Мани Ратнам объявил о работе над следующим фильмом в феврале 2008 года. Фильм планировался как современный пересказ эпоса «Рамаяна» с реальной парой актёров в ведущих ролях. Изначально задумывали снять только версию на хинди, а идея сделать тамильскую версию пришла позже. В январе 2009 года, когда фильм был уже в производстве, было решено, что тамильскую версию дублируют на телугу, и сделают фильм трёхъязычным. Первоначальное название фильма для тамильском версии было Ashokavanam, что являлось отсылкой к месту, где Сита была захвачена Раваной, но потом его переименовали в Raavanan.
Абхишека Баччана и Викрам были выбраны на ведущие роли в версию на хинди, но режиссёр попросил их поменяться ролями в тамильской версии. Однако Абхишек отказался от участия в тамильской версии из-за незнания языка. Вместо него взяли Притхвираджа. Айшвария Рай согласилась сыграть в обеих версиях. Фильм также стал возвращением после короткого перерыва для актёра Картика. Приямани согласилась на роль сестры главного героя. На роль Мандодари, жены Раваны, претендовала Бипаша Басу, но позже этого персонажа исключили из сюжета.
Съёмки фильма начались в октябре 2008 года в южной части Тумкура, Карнатака. Но вскоре режиссёр заболел, из-за чего съемки были перенесены на 2009 год. В итоге работы над фильмом были завершены к октябрю 2009 года.
Помимо Тумкура, съёмки проходили в Керале, Ути, Джханси, Калькутте, Махабалешваре и Малшедж Гхан в штате Махараштра.
В процессе постпродакшна Айшвария Рай тренировалась читать текст на тамильском во время дубляжа и хотела сама озвучивать своего персонажа, но в тамильском версии её персонажа дублировала актриса Ро́хини, которая озвучивала её в «Тандеме» и тамильском дубляже «Гуру: Путь к успеху».

## Саундтрек
Вся музыка написана А. Р. Рахманом.
| №   | Название               | Исполнители | Длительность |
| --- | ---------------------- | --- | ------------ |
| 1.  | «Veera»                | Виджай Пракаш, Мустофа Кутоане, Кирти Сагатия, А. Р. Рахман | 3:15         |
| 2.  | «Usure Pogudhey»       | Картик, Мохаммад Ирфан Али | 6:04         |
| 3.  | «Kodu Poatta»          | Бенни Даял | 4:58         |
| 4.  | «Kaattu Sirukki»       | Шанкар Махадеван, Анурадха Шрирам | 5:54         |
| 5.  | «Kalvare»              | Шрея Гхошал, Dr. Narayanan, Нареш Айер, M. Кулдип, Швета Мохан, Гопика Пурнима, Субхикша, Шриматхумитра                                                                       | 4:11         |
| 6.  | «Keda Kari»            | Бенни Даял, Бхагьярадж, А. Р. Рейхана, Танви Шах, Сьюзан Д'Мелло, Суджата Маджумдар, Никитха Нигам, Дильшад Шейх, Р. Н. Айер, Арун Ингле, Чинтамани Сохони, Гаутам Бхарадвадж | 5:11         |
| 7.  | «Naan Varuvaen»        | А. Р. Рахман, Jali Fily Cissokho | 4:47         |
| 8.  | «Lament of The Leaves» | Бруно Конн | 2:45         |
| 9.  | «Restless Mystic»      | | 1:19         |
| 10. | «Yaaro Yevalo»         | Чиннапонну, Сангита | 3:18         |
| 11. | «Kalingathu Bharani»   | хор | 2:57         |

## Релиз, критика и кассовые сборы
После показа ильма в Ченнаи актёр Раджникант аплодировал стоя.
Со стороны критиков тамильский «Демон» получил смешанные и позитивные оценки, и был успешным в плане кассовых сборов на юге страны, в отличие от версии фильма на хинди, которая и провалилась в прокате и была встречена негативными отзывами. Критики писали, что Демон Викрама был лучше, как и Дэв Притхвираджа.

## Премии и номинации
58th Filmfare Awards South
- Лучший актёр — Викрам — премия[23]
- Лучшее мужское закадровое исполнение — Картик — премия[23]
- Лучшая актёр второго плана — Притхвирадж — номинация[24]
- Лучшие стихи к песне — Вайрамуту («Usure Poguthey») — номинация[24]

5th Vijay Awards
- Лучший актёр — Викрам — премия[25]
- Лучшая актриса — Айшвария Рай — номинация
- Лучший оператор — Сантош Сиван — номинация
- Лучшее мужское закадровое исполнение — Картик — номинация
- Лучшее женское закадровое исполнение — Анурадха Шрирам — номинация
- Любимый режиссёр — Мани Ратнам — номинация
- Любимая актриса — Айшвария Рай — номинация

В числе прочих международных кинофестивалей фильм был показан на 67-м Венецианском кинофестивале.